# Liste der Nummer-eins-Hits in den Cash Box Charts (1989)
Diese Liste enthält alle Nummer-eins-Hits in den amerikanischen Cash Box Charts im Jahr 1989. Es gab in diesem Jahr 32 Nummer-eins-Singles.
| Singles |
| --- |
| - Poison – Every Rose Has Its Thorn - 4 Wochen (24. Dezember 1988 – 20. Januar 1989) - Phil Collins – Two Hearts - 1 Woche (21. Januar – 27. Januar) - Taylor Dayne – Don’t Rush Me - 1 Woche (28. Januar – 3. Februar) - Sheriff – When I’m With You - 1 Woche (4. Februar – 10. Februar) - Paula Abdul – Straight Up - 2 Wochen (11. Februar – 24. Februar) - Debbie Gibson – Lost in Your Eyes - 3 Wochen (25. Februar – 17. März) - Mike & the Mechanics – The Living Years - 2 Wochen (18. März – 31. März) - The Bangles – Eternal Flame - 1 Woche (1. April – 7. April) - Milli Vanilli – Girl You Know It’s True - 1 Woche (8. April – 14. April) - Fine Young Cannibals – She Drives Me Crazy - 1 Woche (15. April – 21. April) - Madonna – Like a Prayer - 3 Wochen (22. April – 12. Mai) - Bon Jovi – I’ll Be There for You - 1 Woche (13. Mai – 19. Mai) - Jody Watley – Real Love - 2 Wochen (20. Mai – 2. Juni) - Michael Damian – Rock On - 1 Woche (3. Juni – 9. Juni) - Bette Midler – Wind Beneath My Wings - 2 Wochen (10. Juni – 23. Juni) - Richard Marx – Satisfied - 2 Wochen (24. Juni – 7. Juli) - Fine Young Cannibals – Good Thing - 2 Wochen (8. Juli – 21. Juli) - Madonna – Express Yourself - 1 Woche (22. Juli – 28. Juli) - Prince – Batdance - 3 Wochen (29. Juli – 18. August) - Richard Marx – Right Here Waiting - 2 Wochen (19. August – 1. September) - Paula Abdul – Cold Hearted - 2 Wochen (2. September – 15. September) - Gloria Estefan – Don’t Wanna Lose You - 2 Wochen (16. September – 29. September) - Milli Vanilli – Girl I’m Gonna Miss You - 1 Woche (30. September – 6. Oktober) - Madonna – Cherish - 1 Woche (7. Oktober – 13. Oktober) - Janet Jackson – Miss You Much - 3 Wochen (14. Oktober – 3. November) - Tears for Fears – Sowing the Seeds of Love - 1 Woche (4. November – 10. November) - Roxette – Listen to Your Heart - 1 Woche (11. November – 17. November) - Bad English – When I See You Smile - 1 Woche (18. November – 24. November) - Milli Vanilli – Blame It on the Rain - 1 Woche (25. November – 1. Dezember) - Paula Abdul – (It’s Just) The Way That You Love Me - 1 Woche (2. Dezember – 8. Dezember) - Billy Joel – We Didn’t Start the Fire - 1 Woche (9. Dezember – 15. Dezember) - Phil Collins – Another Day in Paradise - 5 Wochen (16. Dezember 1989 – 19. Januar 1990) |